# Рыбалко, Василий Иванович
Василий Иванович Рыбалко (1921—2005) — майор Советской Армии, участник Великой Отечественной войны, Герой Советского Союза (1944).

## Биография
Василий Рыбалко родился 29 августа 1921 года на хуторе Дибровка (ныне — посёлок в Золотоношском районе Черкасской области Украины). После окончания средней школы работал на строительстве железнодорожной станции. В 1943 году Рыбалко был призван на службу в Рабоче-крестьянскую Красную Армию. С октября того же года — на фронтах Великой Отечественной войны, командовал миномётным расчётом 861-го стрелкового полка 294-й стрелковой дивизии 52-й армии 2-го Украинского фронта. Отличился во время освобождения Черкасской и Винницкой области.
В боях в районе села Рыжановка Звенигородского района Рыбалко провёл разведку вражеских огневых средств и вызвал на себя огонь миномётов, что позволило стрелковому батальону перейти в наступление и прорвать оборону противнику. В боях за село Тарановка Бершадского района он лично уничтожил 14 солдат и офицеров противника, а также вынес на себе из-под обстрела получившего ранение командира.
Указом Президиума Верховного Совета СССР от 13 сентября 1944 года за «образцовое выполнение боевых заданий командования и проявленные при этом мужество и героизм» сержант Василий Рыбалко был удостоен высокого звания Героя Советского Союза с вручением ордена Ленина и медали «Золотая Звезда» за номером 4677.
В 1946 году Рыбалко окончил Харьковское танковое училище. В том же году в звании лейтенанта он был уволен в запас, позднее получил звание майора запаса. Проживал в городе Янгиюль Ташкентской области Узбекской ССР. Окончил Высшую партийную школу при ЦК КП Узбекской ССР и педагогический институт. Работал на партийных должностях, был первым секретарём Янгиюльского горкома КПСС, избирался депутатом и членом Президиума Верховного Совета Узбекской ССР. Позднее уехал в Черкассы. Активно занимался общественной деятельностью. Умер 20 мая 2005 года, похоронен на почётной аллее городского кладбища Черкасс.
Был также награждён орденами Октябрьской Революции, Отечественной войны 1-й степени, Трудового Красного Знамени, двумя орденами «Знак Почёта», рядом медалей.
Кавалер ордена «За заслуги» ІІІ степени (1998).